# پریمورتسی
پریمورتسی (به بلغاری: Primortsi) یک منطقهٔ مسکونی در بلغارستان است که در شهرستان دوبریچکا واقع شده‌است.